# Zigmantas Gudauskas
Zigmantas Gudauskas (25 de febrero de 1958) es un deportista soviético que compitió en remo. Ganó tres medallas en el Campeonato Mundial de Remo entre los años 1981 y 1986.

## Palmarés internacional
| Campeonato Mundial | Campeonato Mundial       | Campeonato Mundial | Campeonato Mundial |
| Año                | Lugar                    | Medalla            | Prueba             |
| ------------------ | ------------------------ | ------------------ | ------------------ |
| 1981               | Múnich (RFA)             | Medalla de oro     | Ocho con timonel   |
| 1982               | Lucerna (Suiza)          | Medalla de bronce  | Ocho con timonel   |
| 1986               | Nottingham (Reino Unido) | Medalla de plata   | Ocho con timonel   |